# Xylocopa amazonica
Xylocopa amazonica là một loài Hymenoptera trong họ Apidae. Loài này được Enderlein mô tả khoa học năm 1913.